# منطقة بيركنفيلد
مِنطقَة بِرْكِنْفِلْد أو (نقحرة: بِيركِنفِيلِد) (بالأَلمانِيَّة: Landkreis Birkenfeld) هي دائِرَة أَلمانِيَّة تَّابعة لمُحافظة كُوبلنز في وِلاَية راينلند بالاتينات في جُمهُوريَّة أَلمَانيَا الاِتّحاديّة. بمِساحة تُقَدَّر بحَوالَي 776 كم.

## وُصلات خارجيّة
- الصّفحة الرّسميّة لِمِنطقَة بِيركِنفِيلِد (باللُّغَةُ الألمانِيّة).

## مَراجع
1. 1 2 3 4  GeoNames (بالإنجليزية), 2005, QID:Q830106
2. ↑   https://www.destatis.de/DE/Themen/Laender-Regionen/Regionales/Gemeindeverzeichnis/Administrativ/04-kreise.html. {{استشهاد ويب}}: |url= بحاجة لعنوان (مساعدة) والوسيط |title= غير موجود أو فارغ (من ويكي بيانات) (مساعدة)
3. ↑  GeoNames (بالإنجليزية), 2005, QID:Q830106